# فالساماتا
فالساماتا (Βαλσαμάτα) هي مدينة في كيفالينيا في مقاطعة كينتريكي إلادا في اليونان.
يبلغ عدد سكانها حوالي 903 نسمة.